# Kanzel (Belin-Béliet)

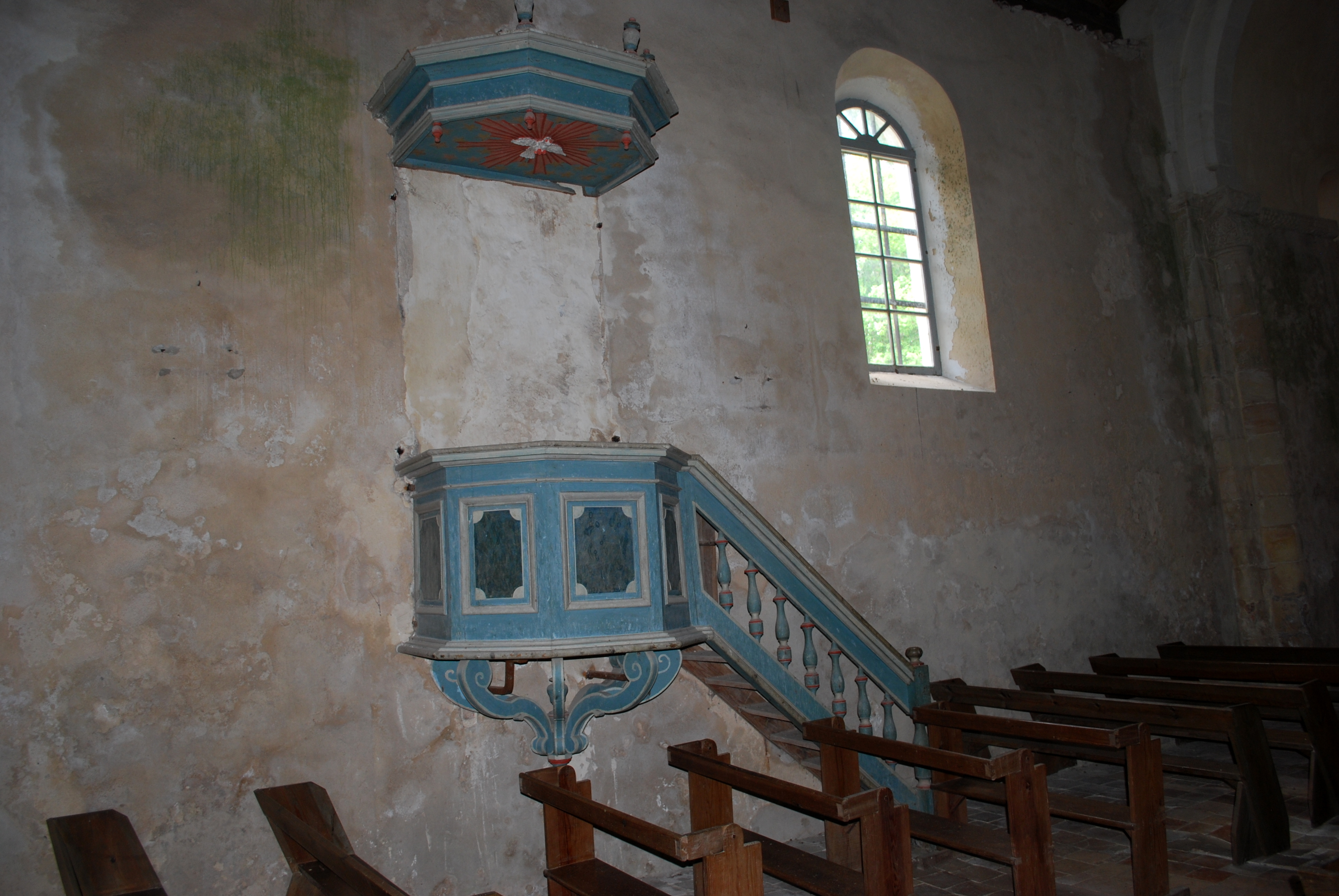
Kanzel in Belin-Béliet

Die Kanzel in der katholischen Kirche St-Pierre in Belin-Béliet, einer französischen Gemeinde im Département Gironde der Region Nouvelle-Aquitaine, wurde in der ersten Hälfte des 19. Jahrhunderts geschaffen. Im Jahr 2002 wurde die Kanzel als Monument historique in die Liste der denkmalgeschützten Objekte (Base Palissy) in Frankreich aufgenommen.
Die 2,50 Meter hohe Kanzel aus Holz wurde blau angemalt und die umrahmten Flächen am Kanzelkorb wurden marmoriert gestaltet. Eine Treppe mit Baluster führt auf die Kanzel.  
Auf den sechseckigen Schalldeckel ist an der Unterseite eine Heiliggeisttaube gemalt.